# سوان براون
سوان براون (بالإنجليزية: Suanne Braun)‏ هي ممثلة ولدت في 29 فبراير 1968 في جنوب إفريقيا. وتعيش في لندن، إنجلترا.

## أعمال

### تلفزيون
- ستارهيكي
- لا توجد تغطية!
- فقط قذفتني!
- ستارغيت إس جي 1
- F / X: السلسلة
- أجنحة
- مطاردة الحرير
- ذا بيج تايم (جنوب إفريقيا)
- القزم الأحمر الحادي عشر
- صيف الصواريخ
- تفريغ

### أفلام
- كل الاشياء التي أنت عليها
- المحارب الأخير
- مشهد
- الناجي (2015)
- شتاء ملكي (2017)
- تبديل الأميرة (2018)
- تبديل الأميرة: التبديل مرة أخرى (2020)

## روابط خارجية
- سوان براون على موقع IMDb (الإنجليزية)
- سوان براون على موقع قاعدة بيانات الفيلم (الإنجليزية)